# Nickelodeon All-Star Brawl
Nickelodeon All-Star Brawl (En español Nickelodeon: Estrellas de pelea) es un videojuego perteneciente al género de lucha desarrollado por los estudios Ludosity y Fair Play Labs, y publicado por GameMill Entertainment en Norteamérica y Maximum Games en Europa. Es el primer videojuego de consola, después de la larga serie de juegos de navegador y juegos móviles de Nickelodeon Super Brawl. Con personajes de varios programas de Nickelodeon, el videojuego fue lanzado el 4 de octubre de 2021 para las consolas PlayStation 4, PlayStation 5, Xbox One, Xbox Series X/S, Nintendo Switch y para Microsoft Windows.
Una secuela titulada Nickelodeon All-Star Brawl 2 fue anunciada, para un lanzamiento en octubre del año 2023 para las consolas PlayStation 4 y PlayStation 5.

## Jugabilidad
Nickelodeon All-Star Brawl presenta una jugabilidad similar a la serie Super Smash Bros. de Nintendo, con jugadores que luchan en 20 etapas diferentes basadas en varias series de Nickelodeon para derribar a sus oponentes del campo de batalla. Los jugadores también podrán desbloquear contenido adicional de la galería del juego.
El juego admite multijugador local y en línea para hasta cuatro jugadores, y la funcionalidad en línea del juego utiliza el código de red de retroceso en las plataformas compatibles. El juego también cuenta con un modo "Juego de pelota", basado en el tipo de juego "Golpea la pelta", del anterior juego de lucha del desarrollador Slap City; en este modo, los jugadores deben golpear una pelota en la portería de un oponente, ganando puntos adicionales según la cantidad de veces que se golpea la pelota sin tocar el suelo.

## Personajes jugables
El juego está programado para lanzarse con 20 personajes jugables de 13 series de televisión de Nickelodeon, con al menos dos personajes adicionales que se agregarán poco después del lanzamiento. Los personajes adicionales están configurados para ser lanzados como contenido descargable.
Aaahh!!! Real Monsters
- Oblina[9] (doblada por Catherine Taber)

Avatar: La leyenda de Aang
- Aang[10] (doblado por Jaxson McBride)
- Toph Beifong[11] (doblada por Jessie Flower)

Bob Esponja
- Bob Esponja[9] (doblado por Tom Kenny)
- Patricio Estrella[9] (doblado por Bill Fagerbakke)
- Arenita Mejillas[9] (doblada por Carolyn Lawrence)

CatDog
- CatDog[12] (doblados por Jim Cummings y Tom Kenny)

Danny Phantom
- Danny Phantom[9] (doblado por David Kaufman)

Garfield
- Garfield (doblado por Frank Welker)

Hey Arnold!
- Helga Pataki[9] (doblada por Francesca Marie Smith)

Invader Zim
- Zim[9] (doblado por Richard Steven Horvitz)

My Life as a Teenage Robot
- Jenny Wakeman (doblado por Janice Kawaye)

The Legend of Korra
- Korra[10] (doblada por Janet Varney)

The Loud House
- Lincoln Loud[9] (doblado por Asher Bishop)
- Lucy Loud[9] (doblada por Jessica DiCicco)
- Lana Loud[9] (doblada por Grey DeLisle)
- Lola Loud[9] (doblada por Grey DeLisle)
- Lisa Loud[9] (doblada por Lara Jill Miller)

The Adventures of Jimmy Neutron: Boy Genius
- Hugh Neutron (doblado por Mark DeCarlo)

The Ren & Stimpy Show
- Ren and Stimpy[13] (doblados por Billy West)
- Powdered Toast Man[9] (doblado por Corey Burton)

Rugrats
- Reptar[9] (doblado por John Schuck)

Las Tortugas Ninja
- Leonardo[9] (doblado por Matthew Curtis)
- Michelangelo[9] (doblado por Nick Landis)
- April O'Neil[12] (doblada por Mae Whitman)
- Shredder (doblado por François Chau)

La vida moderna de Rocko
- Rocko (doblado por Carlos Alazraqui)

Los Thornberrys
- Nigel Thornberry[9] (doblado por Tim Curry)

## Desarrollo
Tras el éxito del videojuego de lucha Slap City del estudio independiente sueco Ludosity, Nickelodeon se acercó a los desarrolladores del juego y expuso sus planes para un videojuego de pelea de plataformas. Nickelodeon All-Star Brawl entró en producción a principios de 2020, siendo desarrollado por Ludosity con la ayuda del estudio costarricense Fair Play Labs que aportó el título en español para el juego de Nickelodeon: Estrellas de pelea. El videojuego fue diseñado teniendo en cuenta el juego competitivo desde sus inicios, con Ludosity buscando simplificar los controles para los jugadores más nuevos sin sacrificar la profundidad de juego que buscan los jugadores competitivos. La lista de personajes se decidió en colaboración entre GameMill y Ludosity; Según Ludosity, Nickelodeon rechazó solo algunas de sus opciones de personajes debido a problemas de licencias globales. Antes de su anuncio, GameFly filtró la existencia de Nickelodeon All-Star Brawl el 10 de julio de 2021. El juego se anunció oficialmente tres días después, el 13 de julio, a través de un avance en IGN. Es el primer juego de consola de la serie Nickelodeon Super Brawl de larga duración, ya que las entregas anteriores han sido juegos de navegador en línea y juegos para dispositivos móviles. Al igual que Nickelodeon Kart Racers y Nickelodeon Kart Racers 2: Grand Prix, los dos juegos anteriores de Nickelodeon publicados por GameMill Entertainment, Nickelodeon All-Star Brawl no incluye la actuación de voz de ninguno de los personajes jugables. El CEO de Ludosity, Joel Nyström, declaró que "a medida que continuamos construyendo la franquicia Nick All-Star Brawl, revisaremos todas las opciones, que pueden incluir agregar Voces en el futuro".

## Recepción

### Crítica
La respuesta al anuncio de Nickelodeon All-Star Brawl fue en gran medida positiva tanto del público como de la crítica especializada.
Nickelodeon All-Star Brawl recibió críticas de "mixtas a positivas", según la página de Metacritic. Los revisores elogiaron la jugabilidad pero criticaron la presentación del juego y la falta de contenido.
Push Square calificó el juego como "el mejor clon de Super Smash Bros. que hemos jugado" y superior en muchos aspectos, pero criticó la falta de modos ofrecidos y lamentó que la falta de actuación de voz hiciera que el juego se sintiera "un poco barato en general". IGN sintió que las diferencias mecánicas y el buen juego en línea hacían del juego una gran alternativa a juegos de lucha similares como Super Smash Bros. Ultimate, aunque señaló que estaba mucho menos pulido o con todas las funciones que otros juegos. Destructoid creía que el juego proporcionaba un marco sólido para una futura franquicia y esperaba que GameMill invirtiera más tiempo y dinero en una secuela.

### Premios
El juego fue nominado en la categoría a Mejor juego de lucha en The Game Awards 2021, pero perdió ante Guilty Gear Strive.
| Premio          | Año  | Categoría                   | Resultado | Ref.   |
| --------------- | ---- | --------------------------- | --------- | ------ |
| The Game Awards | 2021 | Mejor juego de lucha        |           | [ 31 ] |
| D.I.C.E. Awards | 2022 | Videojuego de lucha del año |           | [ 32 ] |